# Анастасія Мекленбург-Шверінська
Анастасія Мекленбург-Шверінська (нім. Anastasia zu Mecklenburg-Schwerin), повне ім'я Анастасія Александріна Цецилія Марія Луїза Вільгельміна Мекленбург-Шверінська
(нім. Anastasia Alexandrine Cecile Marie Luise Wilhelmine zu Mecklenburg-Schwerin; 11 листопада 1923 — 25 січня 1979) — герцогиня Мекленбург-Шверінська з Мекленбурзького дому, донька великого герцога Мекленбург-Шверіну Фрідріха Франца IV та ганноверської принцеси Александри, дружина принца Шлезвіг-Гольштейн-Зондербург-Глюксбурзького Фрідріха Фердинанда.

## Біографія
Анастасія народилась 11 листопада 1923 року у Гельбензанде, де її батьки мали мисливський будинок, за часів Веймарської республіки. Вона була п'ятою дитиною та третьою донькою титулярного великого герцога Мекленбург-Шверіну Фрідріха Франца IV та його дружини Александри Ганноверської. Мала старших братів Фрідріха Франца та Крістіана Луї й сестру Тіру. Ще одна сестра померла немовлям до її народження. Їхній двоюрідний дядько Кристіан X в цей час був королем Данії. Батько в ході Листопадової революції зрікся престолу, як і інші німецькі монархи.

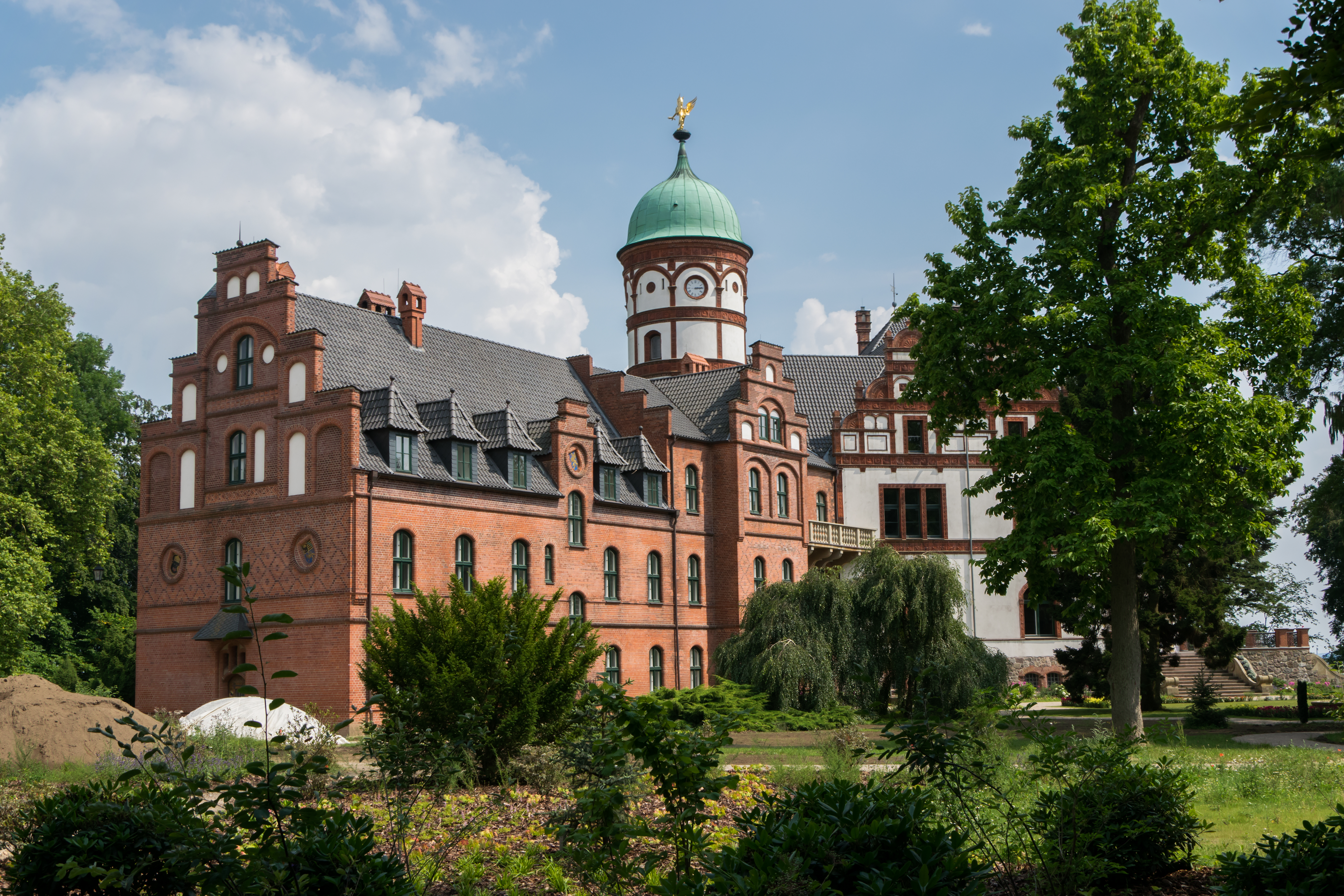
Віліградський замок

Мешкало сімейство у палаці Людвігслюст, поверненому їм урядом у 1919 році. Також бували у Віліградському замку та Гельбезанде.
У 19-річному віці Анастасія взяла шлюб із 30-річним принцом Фрідріхом Фердинандом Шлезвіг-Гольштейн-Зондербург-Глюксбурзьким, єдиним вижившим сином принца Альбрехта Глюксбурзького. Старші брати нареченого загинули на фронтах Другої світової війни. Сам він проходив навчання у Військовій академії у Хіршберзі. Весілля пройшло 1 вересня 1943 у Віліграді. Фрідріх Фердинанд, після завершення навчання, у лютому 1944 року також опинився на фронті, служив у Франції, а згодом у Силезії та Судетах. На початку 1945 року Анастасія завагітніла і у вересні народила першу доньку. Її чоловік від 1963 року був мером Глюксбургу.
Анастасія пішла з життя у 55-річному віці 25 січня 1979 року в Гамбурзі. Похована у Шлезвіг-Гольштейнській стороні Нового цвинтаря Глюксбургу.

## Родина
Чоловік — Фрідріх Фердинанд Шлезвіг-Гольштейн-Зондербург-Глюксбурзький
Діти:
- Єлизавета (нар. 1945) — дружина принца Фердинанда Генріха Ізенбурзького, має двох синів;
- Ірена (нар. 1946) — неодружена, дітей не має;
- Маргарита (нар. 1948) — неодружена, дітей не має;
- Сибілла (нар. 1955) — дружина Дітера Франца, має двох синів та доньку.

## Титули
- 11 листопада 1923—1 вересня 1943 — її Високість Герцогиня Анастасія Мекленбург-Шверінська;
- 1 вересня 1943—25 січня 1979 — її Високість Принцеса Фрідріх Фердинанд Шлезвіг-Гольштейн-Зондербург-Глюксбурзький.